# Iwan Doczew
Iwan Dimitrow Doczew (bułg. Иван Димитров Дочев, ur. 7 stycznia 1906 w Szumeniu, zm. 14 maja 2005 tamże) - bułgarski monarchistyczny i faszystowski działacz polityczny, emigracyjny publicysta i działacz antykomunistyczny.

## Życiorys
W latach 1926–1932 pracował jako urzędnik w administracji. Następnie podjął studia prawnicze na uniwersytecie w Sofii. Podczas studiów zaangażował się w działalność polityczną. W 1933 był jednym z założycieli antykomunistycznego i nacjonalistycznego Związku Bułgarskich Legionów Narodowych, stając później na jego czele. W 1934 odbył podróż do Niemiec, gdzie spotkał się z Adolfem Hitlerem i Alfredem Rosenbergiem. W 1936 ukończył studia. W II poł. lat 30. stał się bliskim współpracownikiem ministra wojny gen. Hristo K. Łukowa, który miał bliskie kontakty z hitlerowcami. W latach 1940–1943 Iwan D. Doczew pełnił stanowisko burmistrza miast Kałofer, a następnie Silistra. Był też przewodniczącym Narodowego Związku Studentów. Ponadto sprawował funkcję głównego redaktora czasopisma "Прелом". 9 września 1944, kiedy w wyniku zamachu stanu Bułgaria przeszła na stronę aliantów, wyjechał do Niemiec. Popierał wówczas kolaboracyjny Bułgarski Rząd Narodowy pod kierownictwem Aleksandyra Cankowa. W komunistycznej Bułgarii po 1945 r. zaocznie został 3-krotnie skazany na karę śmierci. Po zakończeniu II wojny światowej zamieszkał krótko w Salzburgu. Wydawał tam pismo "Bulgaria". Potem przeniósł się do zachodnich Niemczech. W 1948 uzyskał stopień doktora ekonomii na uniwersytecie w Heidelbergu. Następnie wyemigrował do Kanady, a w 1951 do USA do Nowego Jorku. Tam założył Komitet Oswobodzenia Narodów od Komunizmu i Bułgarski Front Narodowy. Ten ostatni wszedł w skład Antybolszewickiego Bloku Narodów. Był autorem 5 książek, m.in. "Моят завет" i "Half century struggle against communism for the freedom of Bulgaria". Redagował pismo "Borba". Pod koniec 1991 powrócił do Bułgarii, gdzie zamieszkał w rodzinnym Szumenie. Wspierał aktywnie Związek Sił Demokratycznych.